# Histiotus velatus
Histiotus velatus är en fladdermusart som först beskrevs av I. Geoffroy 1824.  Histiotus velatus ingår i släktet Histiotus och familjen läderlappar. IUCN kategoriserar arten globalt som otillräckligt studerad. Inga underarter finns listade i Catalogue of Life.
Denna fladdermus förekommer i östra Brasilien, i Bolivia och i norra Argentina. Arten lever i skogar och troligen i andra habitat. Individerna vilar bland annat i byggnader. De äter insekter.